# Harry Kümel
Harry Kümel (Berchem, 27 januari 1940) is een Belgisch filmregisseur.

## Levensloop
Kümel begon in 1960 bij de openbare omroep BRT, waar hij televisieprogramma's, documentaires en speelfilms regisseerde. Tijdens de jaren zestig en zeventig werkte Kümel met verscheidene genres en regisseerde televisiefilms zoals Hendrik Conscience (1963) en De Grafbewaker (1965). Film wordt vanaf 1964 gesubsidieerd in België, waardoor de speelfilm meer kansen krijgt.
In 1968 verscheen Monsieur Hawarden, Kümels eerste langspeelfilm, over een rijke Weense vrouw die zich als man vermomt, om een proces te ontlopen wegens de moord op haar geliefde. De film scoorde op internationale filmfestivals in Hyères, Chicago en Edinburgh en kreeg pas daarna de aandacht die hij verdiende.
In 1971 produceerde hij een commerciële lowbudget-vampierfilm in een Franse en Engelse versie, Les lèvres rouges resp. Daughters of Darkness, die uitgroeide tot een echte cultfilm in de Verenigde Staten. In 1971 verfilmde Kümel Jean Rays roman Malpertuis onder de gelijknamige titel met onder meer Orson Welles, Mathieu Carrière en Susan Hampshire.
In 1976 verfilmde hij Hubert Lampo's roman De komst van Joachim Stiller. Eind jaren 70 werd Kümel bekend bij het grote publiek in Vlaanderen als panellid van de Wies Andersen Show.
Na Het verloren paradijs (1978) en The Secrets of Love (1985) kreeg hij uiteindelijk de financiële steun die hij nodig had om een project te verwezenlijken waar hij al lang van droomde: de verfilming van Eline Vere, Couperus' meesterwerk uit de Nederlandse naturalistische literatuur. De film verscheen in 1991 in de bioscopen en werd niet goed ontvangen door pers en publiek. Kümel zelf klaagde dat hij niet met de acteurs had kunnen werken die hij wilde, niet de juiste componist kon gebruiken en dat de film niet naar zijn wensen gemonteerd werd.
Harry Kümel regisseerde ook musicals en opera's, zoals Rossini's L'inganno felice.
Kümel doceerde jarenlang aan de Filmacademie in Amsterdam. Zijn lessen waren van grote invloed op regisseurs als Martin Koolhoven en Mike van Diem. Kümel was ook jarenlang lesgever aan het Zomerfilmcollege te Neerpelt en later te Brugge, georganiseerd door de Vlaamse Dienst voor Filmcultuur.

## Erkenning
In 2014 ontving Harry Kümel van de vereniging van de Vlaamse Filmpers de prijs van verdienste of Gulden Mira voor zijn carrière.

## Films
- Erasmus (1962)
- Hendrik Conscience (1963)
- Waterloo (1964)
- De grafbewaker (1965)
- Monsieur Hawarden  (1968)
- Dorst naar bloed (Engelse titel: Daughters of Darkness) (1971)
- Malpertuis (1971/1973)
- De komst van Joachim Stiller (1976)
- Het verloren paradijs (1978)
- The Secrets of Love (1985)
- Eline Vere (1991)

- Biblioteca Nacional de España: XX4586827
- Bibliothèque nationale de France: cb14111903v (data)
- Gemeinsame Normdatei: 106186166X
- International Standard Name Identifier: 0000 0001 1833 3063
- Library of Congress Control Number: n79133563
- Nederlandse Thesaurus van Auteursnamen: 072773553
- Système universitaire de documentation: 115459146
- Virtual International Authority File: 54354219
- WorldCat: E39PBJghp9RRW9PPyddcRYyPQq